# É (temple)

Forma neoassíria del signe É

É (o E₂) és la paraula o símbol sumeri per a «casa» o «temple», escrit ideogràficament amb el signe cuneïforme 𒂍 (Borger nº 324, codificat per Unicode amb codi Unicode U+1208D).
El terme sumeri É.GAL (𒂍𒃲, «palau», literalment «casa gran») designa a l'edifici principal d'una ciutat. É.LUGAL (𒂍𒈗, «casa del rei») s'utilitzava com a sinònim. En els textos de Lagaix, É.GAL també era el centre d'administració dels ensi a les ciutats i el lloc on es conservaven els arxius de la ciutat. El sumeri É.GAL («palau») és la probable etimologia de les paraules semítiques per a «palau» i «temple», com l'hebreu היכל (heikhal), i l'àrab هيكل (haykal). També s'ha especulat amb la possibilitat que la paraula É s'origina a partir de «* hai» o «*ˀai», especialment des que el signe cuneïforme É s'utilitzés per /a/ en llengua eblaïta.
El terme «temen» que apareix amb freqüència després de É en els noms dels ziggurats és traduït com «creació» o «estaques de fundació» (pel que sembla el primer pas en el procés de construcció d'una casa); vegeu, per exemple, els versos 551-561 de la construcció de l'E-ninnu:
| « | Va estendre línies de la forma més perfecta, va establir (?) un santuari al lloc sagrat. A la casa, Enki va portar les estaques de fundació, mentre que Nance, filla d'Èridu, es va fer càrrec dels missatges oraculars. La mare de Lagac, sagrada Jatumdug, va donar a llum als seus maons enmig de crits (?), I Bau, la senyora, filla primogènita d'An, els va ruixar amb essència d'oli i cedre. En i els sacerdots del temple van anar a la casa per mantenir-la. Els déus Anuna van quedar plens d'admiració. | » |

Temen ha estat a vegades comparat amb el grec tèmenos (τέμενος, «recinte sagrat»), però ja que aquest té una ben establerta etimologia indoeuropea, la comparació és errònia o, en el millor dels casos, descriu un cas d'etimologia popular o convergència.

## Alguns temples
- Ekur (𒂍𒆳 É.KUR, «Temple de la muntanya»), dedicat a Enlil a Nippur.
- Eninnu (É.NINU, «Temple dels cinquanta»), era el temple principal de la ciutat sumèria de Ngirsu o Girsu, consagrat al seu déu nacional Ningirsu.
- Esagila, (𒂍𒊕𒅍𒆷 É.SAǦ.ÍL.LA, «Temple del que aixeca el cap»), és el temple de Marduk a Babilònia segons el poema Enuma Elix, la casa de tots els déus sota el patronatge de Marduk
- Esara (𒂍𒊬𒀀 É.SAR.A, «Temple de l'Univers») dedicado a Inanna en Uruk por Ur-Nammu.
- Etemenanki (𒂍𒀭𒆠 É.TEMEN.AN.KI,«El temple de la creació del cel i de la terra»). Aquí, el temen es refereix a un axis mundi que connecta la terra amb el cel (reforçant així la connexió amb la Torre de Babel). No obstant això, el terme torna a aparèixer en diversos noms d'altres temples, en referència a la seva estabilitat física, més que (o més d') un mitològic eix del món. Es pot comparar també amb la noció egípcia (també d'estabilitat) del Dyed.